# ITunes Radio
iTunes Radio — музыкальный сервис компании Apple, представленный на WWDC 10 июня 2013 года. Официально сервис открылся 18 сентября 2013 года, в один день с выходом iOS 7.

## Сервис
iTunes Radio — это бесплатный сервис, представляющий собой интернет-радио, доступный всем пользователям iTunes на Mac OS или Windows или владельцам устройств, производимых компанией Apple. Пользователь может слушать популярные радиостанции, переключая треки или создавать собственные станции на основе своих музыкальных предпочтений. Пользователь может приобрести проигрываемую композицию в iTunes Store, нажав специальную кнопку. Сервис бесплатный, но пользователям приходится просматривать рекламу, хотя от неё можно избавиться оформив подписку iTunes Match. Настольная версия может синхронизироваться с версией на мобильных устройствах. На мобильный устройствах в сервис интегрирован голосовой помощник Siri. На данный момент сервис официально работает только в США и Австралии.
Пользоваться сервисом можно через настольную версию iTunes на Mac OS или Windows версией 11.1 и новее, всех мобильных устройствах с iOS 7 или более новой ОС, Apple TV и CarPlay.